# Heinrich Jansen
Heinrich Joseph Maria Johann Bernhard Jansen (* 5. April 1876 in Lüdinghausen; † 16. September 1945 in Warburg) war Gutsbesitzer und langjähriger Landrat des Kreises Brilon.

## Leben
Er war Sohn des Kaufmannes Wilhelm Stephan Jansen und der Antonia Maria Franziska (geb. Wattendorf).
Jansen besuchte das Gymnasium in Coesfeld. Danach studierte er Rechtswissenschaften in Innsbruck, Würzburg und Göttingen. Seinen Wehrdienst leistete er als Einjährig-Freiwilliger 1897/98 beim 2. Bayerischen Feld-Artillerie-Regiment in Würzburg ab. Später war er Leutnant der Reserve. Jansen absolvierte den üblichen Vorbereitungsdienst für die preußische Justizlaufbahn. Im Jahr 1902 kaufte er das Rittergut Hoppecke mit 525 ha Land im Kreis Brilon. Nach der Ernennung zum Gerichtsassessor 1907 arbeitete er beim Amtsgericht Gerresheim und 1908 beim Amtsgericht Düsseldorf. Daneben war er zur informatorischen Beschäftigung beim Landratsamt Düsseldorf tätig. Im Jahr 1909 wurde er mit der Verwaltung des Landratsamtes Brilon beauftragt und 1910 definitiv zum Landrat ernannt. Während des Ersten Weltkrieges war er Kriegsteilnehmer. Er blieb als Anhänger, wenn auch nicht Parteimitglied des Zentrums, während der Weimarer Republik Landrat. Zwischen 1915 und 1920 und erneut von 1924 bis 1933 war er Mitglied des Westfälischen Provinziallandtages und war 1919 bis 1920 dessen Vorsitzender. Auch zu Beginn der Zeit des Nationalsozialismus blieb er zunächst Landrat. Im Jahr 1936 kam er seiner Ersetzung durch einen überzeugten Nationalsozialisten zuvor und bat wegen angeblicher Krankheit um seine Entlassung. Später hat er noch einige Landratsämter vertretungsweise verwaltet; im Landkreis Wittgenstein war er zwei Jahre und fünf Monate kommissarisch eingesetzt.
In Brilon ist eine Straße nach ihm benannt.